# IUPAC-ova nomenklatura
Međunarodna unija za čistu i primijenjenu kemiju (IUPAC) objavila je setove pravila za standardizaciju kemijske nomenklature.
Postoje dva glavna područja:
- IUPAC-ova nomenklatura anorganske kemije (crvena knjiga)
- IUPAC-ova nomenklatura organske kemije (plava knjiga)